# Energia Thouless
L'energia Thouless és una escala d'energia característica de conductors desordenats difusos. Es defineix per {\displaystyle E_{T}=\hbar D/L^{2}}, on D és la constant de difusió i L la mida del sistema, i d'aquesta manera és inversament proporcional al temps difusió {\displaystyle t_{D}=L^{2}/D} a través del sistema.
Fou introduït per primera vegada pel físic escocès-estatunidenc David J. Thouless a l'hora d'estudiar la localització d'Anderson, com a mesura de la sensibilitat de nivells d'energia a causa d'un canvi en les condicions de contorn del sistema. Tot i ser una quantitat clàssica, ha estat demostrat que té un paper important en el tractament en la mecànica quàntica de sistemes desordenats.